# Upplands runinskrifter Fv1953;268
Upplands runinskrifter Fv1953;268 är ett vikingatida runstensfragment av granit i Spånga kyrka, Spånga socken och Stockholms kommun. Stenen hittades i slutet av år 1953. Runstenen har utan tvekan varit gjord av en stor mästare. Huggningstekniken påminner om Fots. Fragmentets storlek är 0,5 gånger 0,43 meter.

## Inskriften
Translitterering av runraden:
... ...--n × at × -...
Normalisering till runsvenska:
... [stæi]n at ...
Översättning till nusvenska:
... stenen efter ...